# جيمس كيلي (كاتب)
جيمس كيلي (بالإنجليزية: James Joseph Kelly)‏ هو قسيس وكاتب نيوزلندي، ولد في 11 نوفمبر 1877 في New Ross ‏ في جمهورية أيرلندا، وتوفي في 1 فبراير 1939.